# هوارد البطة
هوارد البطة هو شخصية خيالية في مارفل كومكس،ظهرت لأول مرة في ديسمبر 1973.